# Servicio Geológico de Estados Unidos
El Servicio Geológico de Estados Unidos o USGS por sus siglas en inglés (United States Geological Survey) es una agencia científica del Gobierno federal de Estados Unidos. Los científicos de este ente estudian el terreno, los recursos naturales, y los peligros naturales que los amenazan. La agencia se divide en cuatro disciplinas científicas mayores: biología, geografía, geología e hidrología. Su lema es «Ciencia para un mundo cambiante». La USGS es una organización investigadora sin responsabilidades reguladoras.
Esta es la única agencia científica del Departamento del Interior de los Estados Unidos. Emplea aproximadamente a diez mil personas y tiene su sede principal en Reston (Virginia), con importantes oficinas en Denver (Colorado), y Menlo Park (California).
La USGS controla el Centro Nacional de Información Sísmica (National Earthquake Information Center) en Golden (Colorado), que se encarga de detectar la localización y magnitud de terremotos en todo el mundo.

## Historia
Sugerida por un informe de la Academia Nacional de Ciencias, la USGS fue fundada el 3 de marzo de 1879. Le fue asignada la tarea de «clasificación de las tierras públicas, el examen de su estructura geológica, recursos minerales y productos de dominio nacional». Esta tarea fue motivada por la necesidad de clasificar las vastas tierras añadidas a Estados Unidos durante la compra de la Luisiana a Francia en 1803.
Clarence King, el primer director de USGS, organizó la nueva agencia a partir de diversas agencias regionales de estudios geológicos. Tras una corta estancia, fue sucedido como director por John Wesley Powell.
La lista completa de directores:
- 1879-1881 Clarence King
- 1881-1894 John Wesley Powell

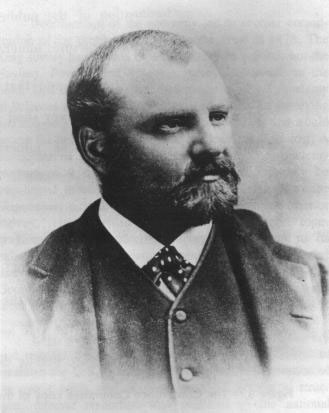
Clarence King, el primer director de USGS

- 1894-1907 Charles Doolittle Walcott
- 1907-1930 George Otis Smith
- 1930-1943 Walter Curran Mendenhall
- 1943-1956 William Embry Wrather
- 1956-1965 Thomas Brennan Nolan
- 1965-1971 William Thomas Pecora
- 1971-1978 Vincent Ellis McKelvey
- 1978-1981 Henry William Menard
- 1981-1993 Dallas Lynn Peck
- 1994-1997 Gordon P. Eaton
- 1998-2005 Charles G. Groat
- 2006-2009 Mark Myers
- 2009-2013 Marcia McNutt
- 2014-2017 Suzette Kimball
- 2018-presente James F. Reilly